# 馮天培
馮天培，字含初，號念菴，四川西充縣人，清朝政治人物。順治十一年（1654年）通过甲午科四川鄉試，成为解元，其后出任陝西鞏昌府漳縣知縣。